# ولید سلیمان
ولید سلیمان (عربی: وليد سليمان؛ زادهٔ ۱ دسامبر ۱۹۸۴) یک ورزشکار اهل مصر است.
از باشگاه‌هایی که در آن بازی کرده‌است می‌توان به باشگاه ورزشی الاهلی مصر، باشگاه فوتبال الاهلی عربستان سعودی، و تیم ملی فوتبال مصر اشاره کرد.
وی همچنین در تیم ملی فوتبال مصر بازی کرده است.